# بيركهولدرية مستوطنة الرواسب
بيركهولدرية مستوطنة الرواسب (الاسم العلمي: Burkholderia sediminicola) هي نوع من البكتيريا، سلبية الغرام، تتبع جنس البيركهولدرية.